# Domtrapphuset
Domtrapphuset (ibland även kallat Domtrapptornet) är en byggnad och byggnadsminne i stadsdelen Fjärdingen vid Uppsala domkyrka i centrala Uppsala.

## Historia
Byggnaden uppfördes troligen runt år 1280 (enligt somliga på 1330-talet) och anses vara den äldsta kvarstående byggnaden i Uppsala. En teori som framfördes av arkeologen och museimannen Nils Sundquist 1938 är att Domtrapptornet ingick som en del av den medeltida ringmur som omgav Domberget, på vilken Uppsala domkyrka senare uppfördes mellan 1270-talet och 1435. Teorin har dock ifrågasatts av modernare forskning.
I skriftliga källor omtalas domtrappan första gången 1376. År 1460 bytte domkyrkan bort ett stentorn med ett hus som låg vid domkyrkogårdens östra trappa, alltså domtrapphuset, till kaniken Henrik Lang mot en tomt på Södermalm utanför Stockholm. År 1472 bytte Henrik Lang tillbaka huset till domkapitlet mot en tomt väster om kyrkan. Orsaken anges vara att bostaden genom krigen blivit otjänlig som bostad. En notis anger att tornet stormats och intagits flera gånger under de politiska oroligheterna 1470. År 1509 bytte kaniken Erik Bengtsson till sig livstidsbesittning av domtrapphuset. Byggnaden anges vara ett stenhus som ligger "östan till i kyrkogårdsmuren uppsides tornet ovan domtrapporna, nordanför". Huset är försett med källare och till bytet hör tornet och två stenbodar under huset. I samband med reformationen drogs byggnaden in till arv och eget åt Gustav Vasa. Denne överlät 1548 byggnaden till Per Brahe den äldre, som donerade den till Uppsala hospital.
Huset skadades allvarligt av den förödande stadsbranden 1702. Det reparerades 1764 till 1767 efter Carl Johan Cronstedts ritningar, varvid det i stort sett fick det utseende det har idag. Det var under denna restaurering som tornet över Domtrappan fick sin karaktäristiska kupol. 
Under 1700-talet användes ett rum i källaren som fängelse för uppsalastudenter som hade begått mindre disciplinbrott, eller som gäldstuga om de inte kunde betala sina skulder. Studentfängelset, vilket gick under namnet "Prubban" från latinets "proba" (prov, arrest), avskaffades formellt år 1852. 
Katedralskolan hade under 1700-talet sina lokaler i huset. Flera av studentnationerna hade från 1790-talet och fram till det att man byggde egna hus under slutet av 1800-talet sina lokaler i Domtrapphuset. Norrlands nation, Södermanlands-Nerikes nation, Gästrike-Hälsinge nation och Kalmar nation har hyrt lokaler i byggnaden.

## Om byggnaden

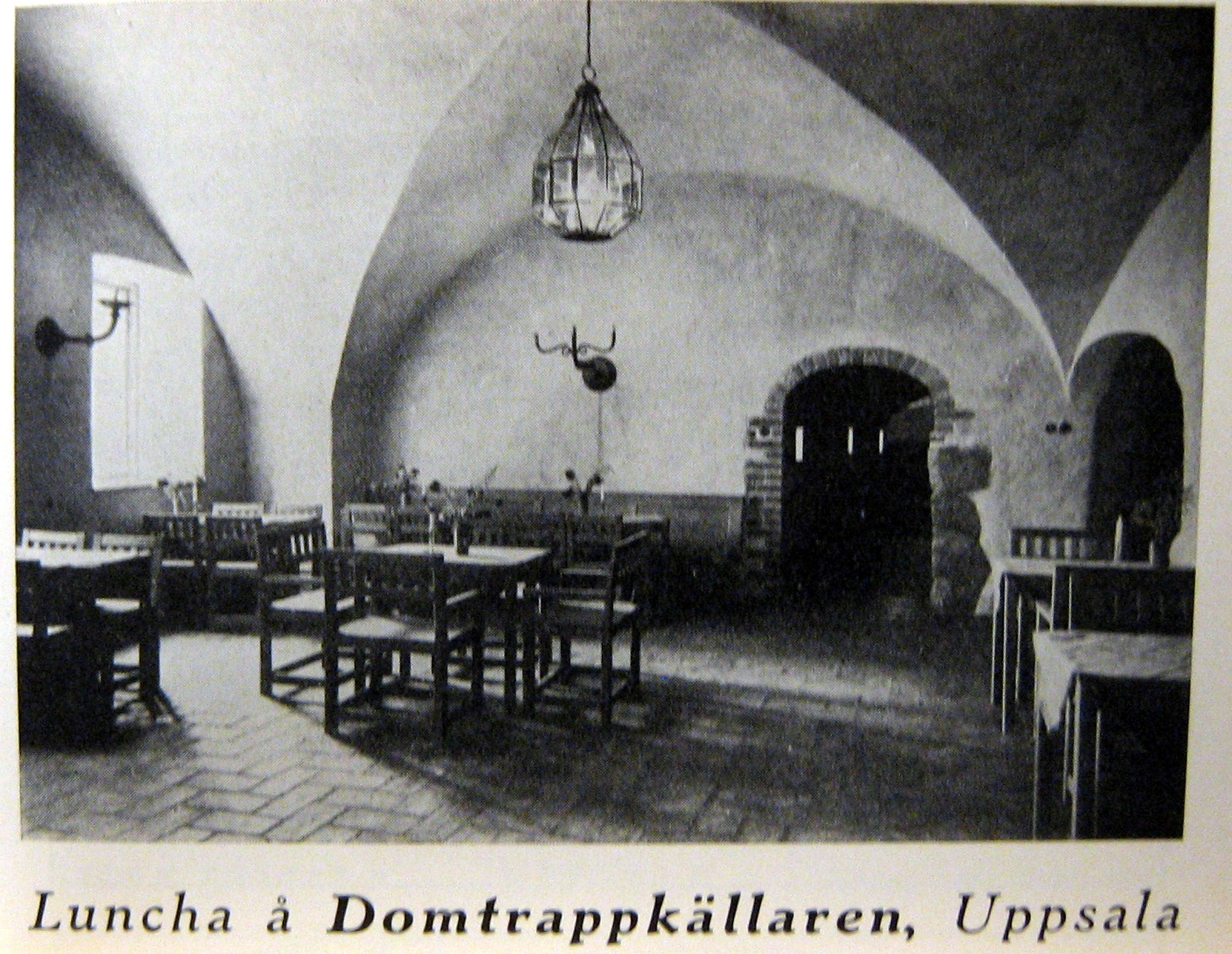
Reklam för Domtrappkällaren år 1940.

Byggnaden är 3-4 våningar hög och uppförd i sten. Fasaden är klädd i rostbrun puts med grågröna snickerier. Trevåningstornet i byggnadens mitt har plåttäckt tak. Idag används byggnaden bland annat som bostadshus och institutionslokaler.
Sedan 1930-talet har det i byggnaden funnits olika former av restauranger, och idag har Restaurang Domtrappkällaren sina lokaler i husets källare.

## Bilder

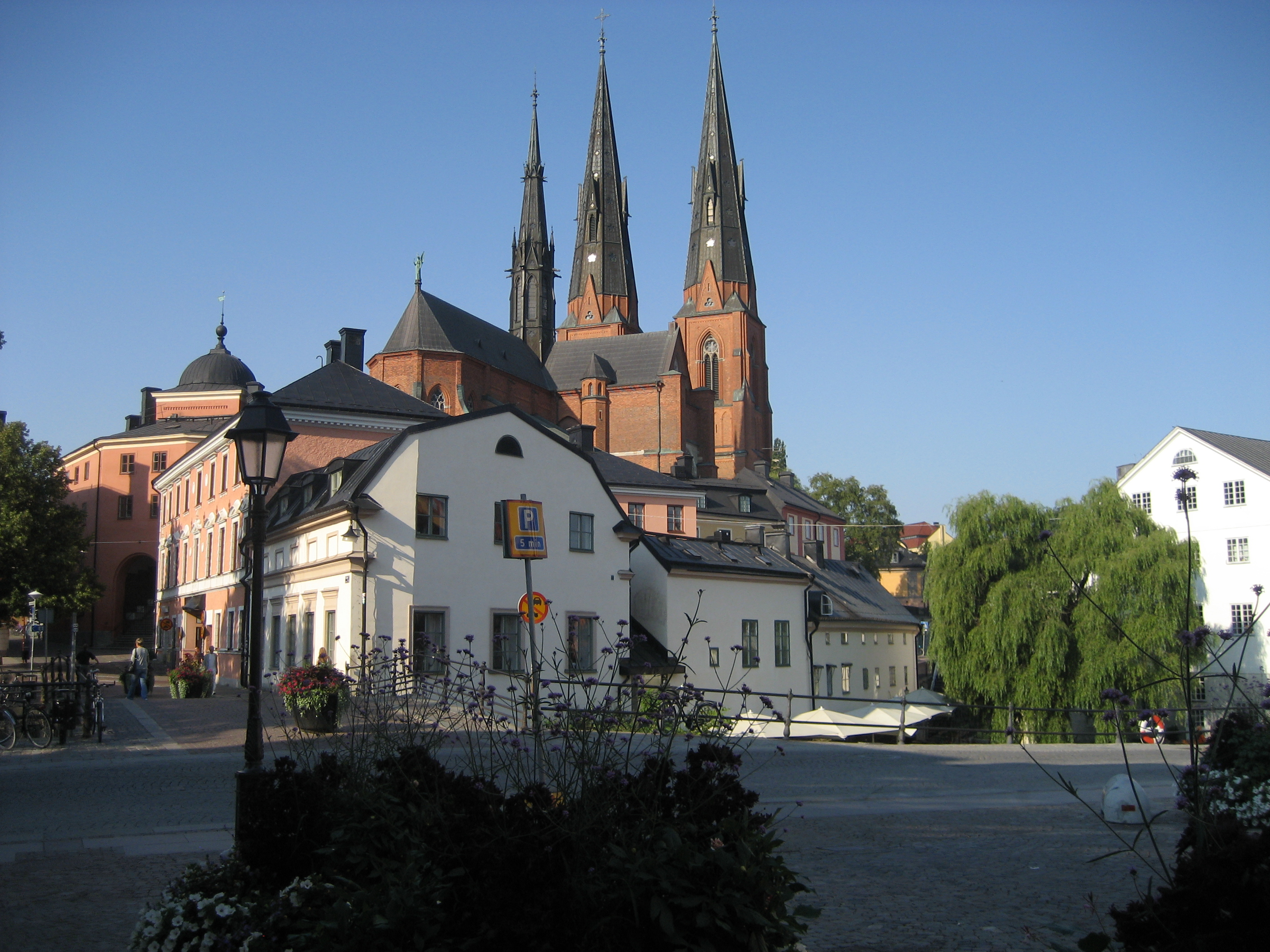
Kupolen till vänster, med domkyrkan i bakgrunden
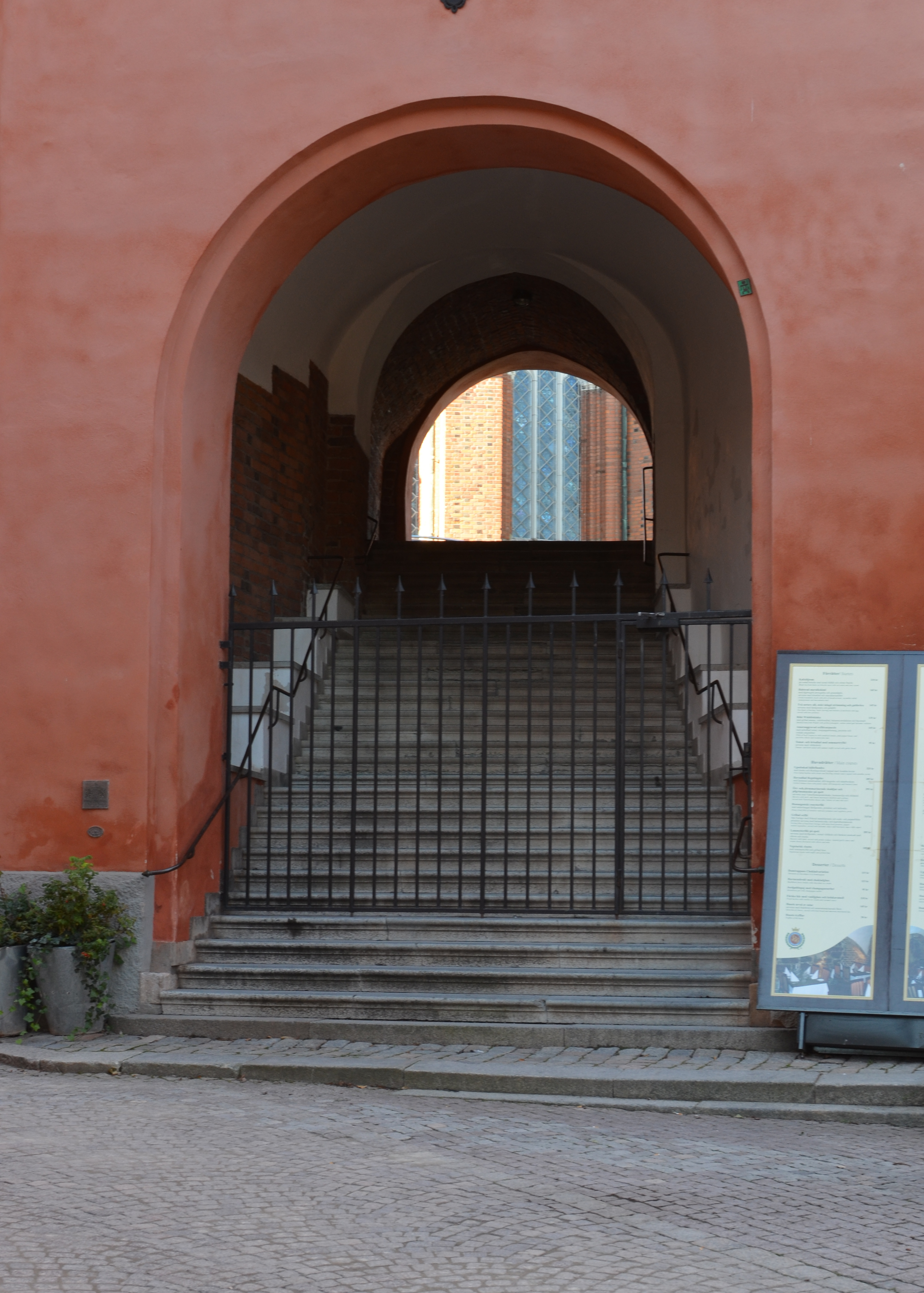
Domtrappan, 2011